# 佐野村 (岐阜県武儀郡)
佐野村（さのむら）は、かつて岐阜県武儀郡に存在した村である。
現在の山県市佐野に該当する。

## 歴史
- 1889年（明治22年）7月1日 - 町村制により佐野村発足。
- 1897年（明治30年）4月1日 - 田栗村、椿村、徳永村、笹賀村と合併し、北武芸村が発足。同日佐野村は廃止される。